# Odes Bajsoeltanov

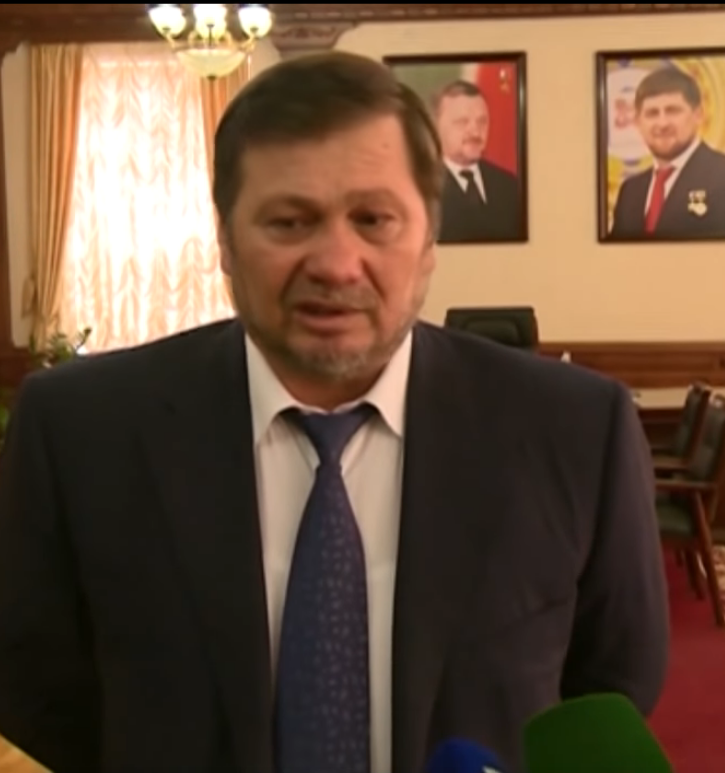
Odes Bajsoeltanov

Odes Chasajevitsj Bajsoeltanov (Russisch: Одес Хасаевич Байсултанов) (Beloretsje, 17 januari 1965) is de huidige premier van Tsjetsjenië. Hij is de oudste neef aan moederszijde van de Tsjetsjeense president Ramzan Kadyrov. Bajsoeltanov is getrouwd en heeft 2 dochters.

## Jeugd en onderwijscarrière
Bajsoeltanov werd geboren in het dorpje (selo) Beloretsje in het district Goedermesski ten zuiden van de stad Goedermes in de Tsjetsjeens-Ingoesjetische ASSR, waar hij ook zijn middelbare school afmaakte. Van maart 1989 tot mei 1990 was hij senior-functionaris van de Groznysche coöperatie Mitsjoerinets ("De Mitsjoeriniër"). Van mei 1990 tot september 1992 was hij vervolgens divisiehoofd van de afdeling verkoop van het kleine bedrijfje AMA. In 1994 studeerde hij af aan de faculteit natuurkunde en wiskunde van de Staatsuniversiteit van de Tsjetsjenen, waarvan de gebouwen kort daarop werden platgebombardeerd tijdens de Eerste Tsjetsjeense Oorlog. Hij was vervolgens student aan de Russische Academie voor Openbaar Bestuur onder de President van de Russische Federatie, waar hij kandidat in de economische wetenschappen werd.

## Regeringsfunctionaris
Van oktober 1992 tot november 1999 werkte Bajsoeltanov als hoofddeskundige op het departement voor meachanisatie en elektriciteit van het ministerie van Landbouw en Voedsel van Tsjetsjenië.
Van september 2003 tot januari 2004 was hij eerst leider en vervolgens hoofddeskundige op het departement voor logistieke ondersteuning van de overheids- en presidentiële organen. Van januari tot juni 2004 was hij verantwoordelijk voor de rijksdienst gebouwen van de Tsjetsjeense overheid.
Vanaf 28 juni 2004 was hij minister en vicepremier (waarvan er 8 waren in het Tsjetsjeense kabinet) in het Tsjetsjeense kabinet onder leiding van president Alchanov, waarna hij op 6 maart 2006 unaniem werd verkozen tot eerste vicepremier van Tsjetsjenië. Na de aanstelling van Ramzan Kadyrov tot president van Tsjetsjenië door federaal president Vladimir Poetin, werd Bajsoeltanov - wederom unaniem - verkozen tot premier van Tsjetsjenië op 10 april 2007, nadat Ramzan hem had voorgedragen. Ramzan liet tegelijkertijd het aantal vicepremiers in het kabinet terugbrengen van 8 naar 3.